# 아쳐 (프로게이머)
아쳐(본명: 이근희, 1998년 9월 17일 ~ )는 대한민국의 리그 오브 레전드 프로게이머로 아이디는 Archer이다. 포지션은 AD 캐리이며 현재 라틴 아메리카 리그의 XTEN e스포츠 소속이다.

## 선수 생활
2020시즌을 앞두고 V3 e스포츠에 입단하면서 프로 커리어를 시작했다. 스프링 시즌 팀의 포스트시즌 진출에 기여했다. 서머 시즌에서는 팀이 우승하면서 커리어 첫 우승을 달성했다. 리그 오브 레전드 월드 챔피언십 2020에서는 로스터에 포함되면서 참가했다. 2020시즌 종료 후 팀에서 퇴단했다.
2021년 4월, 이수루스에 입단했다.
2022시즌을 앞두고 XTEN e스포츠에 입단했다.

## 소속팀
| # | 팀명         | 소속 기간          | 소속 리그 | 비고 |
| - | ------------ | ------------------ | --------- | ---- |
| 1 | V3 e스포츠   | 2020.01~2020.12    | LJL       |      |
| 2 | 이수루스     | 2021.04~2021.12.21 | LLA       |      |
| 3 | XTEN e스포츠 | 2021.12.25~        | LLA       |      |

## 수상 내역
- 리그 오브 레전드 재팬 리그 서머 2020 우승